# Коваленський Михайло Миколайович
Михайло Миколайович Коваленський (нар. 28 квітня 1874, Єфремов, Тульська губернія, Російська імперія — пом. 24 липня 1923, Москва, СРСР) — російський радянський історик, учень Василя Ключевського та Володимира Гер'є.

## Походження та навчання
Народився Михайло Коваленський 28 квітня 1874 року у місті Єфремове у дворянській родині (батько — Микола Михайлович, мати — Наталія Федорівна).
У 1894 році вступив на історико-філологічний факультет МДУ, який він закінчив у 1898 році. В цей час він товаришував з Павлом Кисляковим, який вчився на фізико-математичному факультеті практично в цих самих роках. 

## Педагогічна діяльність
У 1898 році Михайло Коваленський після отримання диплома влаштувався на роботу викладачем історії на Пречистенських робітничих курсах, у приватних жіночих гімназіях, а також Єкатерининському інституті. Поряд з педагогікою, практикував журналістику. З 1902 по 1904 рік разом з Максимом Горьким, Антоном Чеховим та Вікентієм Вересаєвим співпрацював у газеті «Кур'єр».
Також Михайло Коваленський очолював Московську спілку вчителів і діячів середньої школи. З 1916 по 1917 рік йому було заборонено займатися педагогічною діяльністю через участь у революційному русі. Він був висланий до Майкома і примусово був призначений на посаду нотаріуса. Незабаром переїхав до Краснодара, де служив у відділі народної освіти.
Під час приходу більшовиків до влади і проголошення РРФСР був запрошений до Майкопу і знову приступив до викладацької діяльності. Михайло Коваленський викладав у вищій партійній школі 9-ї Армії, потім у педагогічному інституті і нарешті в Кубанському державному інституті, де в 1921 році отримав звання професора. Того ж року він тимчасово був призначений на посаду проректора там само. 
Втім наприкінці 1921 року Михайло Коваленський повернувся до Москви. Він працював у Гуманітарно-педагогічному інституті, у 2-му Московському університеті, на робітфаку Гірничого інституту.

## Наукова діяльність
Часто виступав на вчительських конференціях і з'їздах, а також брав участь в розробці шкільних програм з історії. Був автором низки історичних праць і підручників з вітчизняної та загальної історії.

## Смерть
Помер Михайло Коваленський 24 липня 1923 року в Москві і похований на 4-й ділянці Новодівочого кладовища (ряд № 25, 2-ге місце).